# Uğurlu Höyük
Koordinaten: 40° 7′ 55″ N, 25° 42′ 52″ O

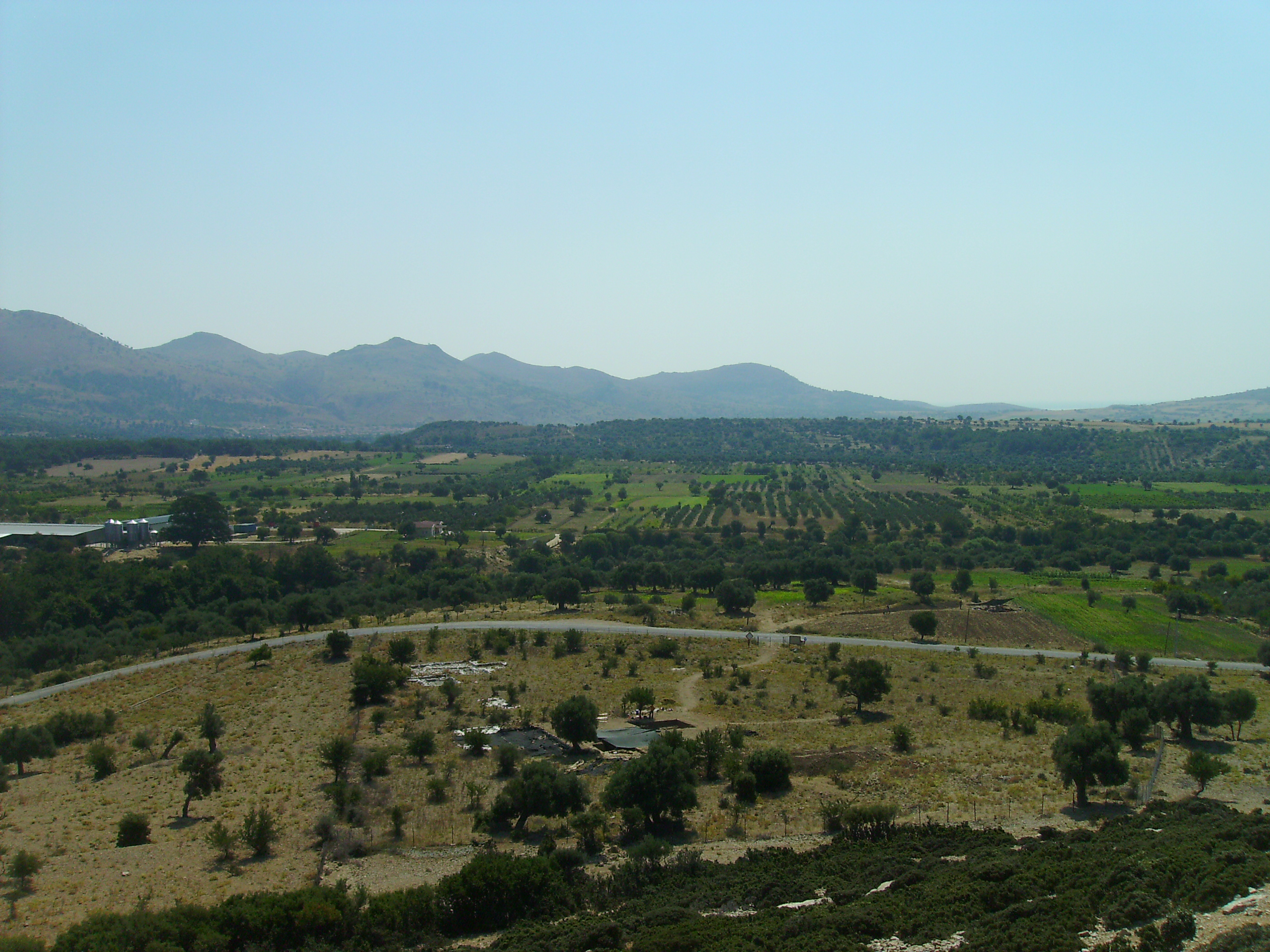
Ebene von Uğurlu mit der neolithischen Ausgrabung (Mitte, links)

Uğurlu Höyük / Zeytinli ist ein prähistorischer Siedlungshügel auf der türkischen Insel Gökçeada/Imbros im Ägäischen Meer. Er liegt in einer kleinen für den Ackerbau geeigneten Ebene im Südwesten der Insel, nicht weit entfernt vom Dorf Uğurlu. Er birgt eine der wichtigsten urgeschichtlichen Siedlungen der Region, sie wurde in der frühen Jungsteinzeit von Bauern aus Anatolien gegründet und ist das älteste bekannte Bauerndorf in Europa.

## Lage
Der Siedlungshügel Uğurlu ist ein niedriger Hügel, mit einer Ausdehnung von 250 × 200 Metern, am Hang des Isa-Tepe. Benannt ist der Höyük nach dem nahegelegenen Dorf. Der Siedlungshügel wurde 1997 entdeckt und 1999 wurden erste Sondierungen vorgenommen. Seit 2009 wird die Stätte systematisch erforscht.

## Stratigraphie
Sechs Phasen werden unterschieden (alle Daten in Jahren vor Christus):
| I   | 4500–     | Frühe Bronzezeit      |
| II  | 5000–4500 | Spätes Chalkolithikum |
| III | 5500–5000 | Frühes Chalkolithikum |
| IV  | 5900–5500 | Spätes Neolithikum    |
| V   | 6500–6000 | Frühes Neolithikum    |
| VI  | 6700–6500 | Frühes Neolithikum    |

## Geschichte
In der ältesten Schicht wurden bis jetzt noch keine Gebäudereste gefunden, wohl aber Werkzeuge aus Stein und Knochen sowie zahlreiche Tierknochen von domestizierten Schafen, Ziegen, Rindern und Schweinen. Aus der Schicht V stammt ein einräumiges Gebäude mit einem Herd, das möglicherweise zweistöckig war. Im Gebäude wurden eine Steinaxt und Ahlen aus Knochen gefunden. Auf einen Knochen ist in roter Farbe ein Gesicht aufgemalt und eine Keramikscherbe zeigt die Formen einer Frau. Die Schicht IV umfasst rund sechs Hektar. Aus dieser Zeit stammen mehrere Gebäudereste, polierte Steinäxte und Werkzeuge aus Knochen sowie einige Figurinen. Die Keramik war handgemacht und wurde mit einfachen Mustern verziert. Die Keramik der Schicht IV ist deutlich feiner und besser als die der Schicht V.
Nach Ausweis von Knochenfunden wurden in der Siedlung bereits im frühen Neolithikum Hunde, Schafe, Ziegen, Rinder und Schweine gehalten. Daneben wurden auch Hirsche und Hasen gejagt, die auf der damals stärker bewaldeten Insel lebten. Zudem wurden an der Küste Muscheln und Napfschnecken eingesammelt. Die steinzeitlichen Bewohner der Siedlung pflanzten Weizen, Gerste und Erbsen an. Die Bewohner trieben zudem Handel und bezogen Obsidian von der Insel Melos und aus Zentralanatolien sowie Flintstein vom Balkan.
Während der Phase III bestanden zwei Siedlungsteile. Im Osten befanden sich die Wohngebäude und im Westen die Werkstätten und Lagerräume, darunter ein großes mehrräumiges Gebäude, dessen Boden mit gelbem Lehm gepflastert war. Aus dieser Epoche stammen viele Figurinen mit gekreuzten Armen, deren Köpfe aus einem anderen Material gefertigt und auf den Körper aufgesteckt wurden. Daneben wurden auch venusartige Figurinen gefunden, die eine Hand auf die Schulter halten, während die andere die Geschlechtsteile verdeckt. Die Keramik unterscheidet sich stark von derjenigen der älteren Phasen. Bauweise und materielle Kultur dieser Phase scheinen eine lokale Entwicklung zu sein, die keine näheren Verbindungen zu anderen gleichzeitigen Kulturen aufzeigen.
Die Phase II zeigt enge Verbindung zu Westanatolien und anderen ostägäischen Inseln, wobei der Uğurlu Höyük eine der wichtigsten Siedlungen jener Zeit gewesen sein dürfte.